# Plusiopalpa crassipalpus
Plusiopalpa crassipalpus là một loài bướm đêm trong họ Noctuidae.